# SIRモデル
SIRモデル（エスアイアールモデル）は、感染症の短期的な流行過程を決定論的に記述する古典的なモデル方程式である。名称はモデルが対象とする、感受性保持者（Susceptible）、感染者（Infected）、免疫保持者（Recovered、あるいは隔離者 Removed）の頭文字にちなむ。原型となるモデルは、W・O・カーマックとA・G・マッケンドリックの1927年の論文で提案された。単純なSIRモデルであっても、1905–06年のボンベイにおけるペスト流行のデータをうまく再現することが知られている。

## 概要

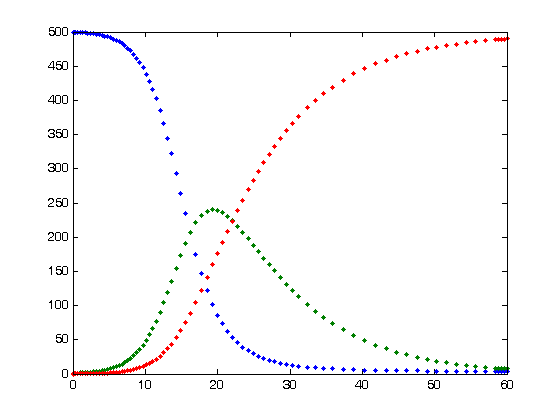
SIRモデルの解の挙動例。縦軸は人数、横軸は時間で、青=S, 緑=I, 赤=Rである。

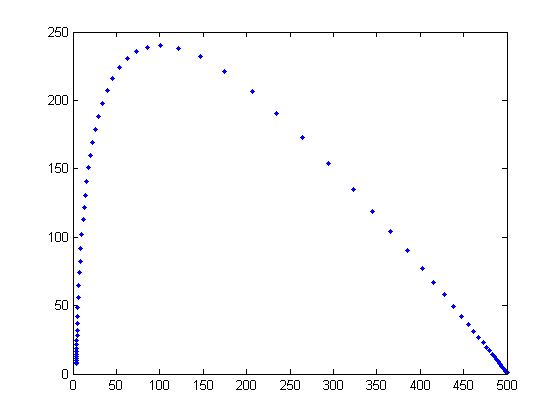
SIRモデルの相平面上の軌道 (S, I)。簡単のため ρ = γ/β とおくと、I + S − ρ ln S = const. が成り立ち、I は S = ρ のとき最大値 Imax = I0 + S0 − ρ ln S0 − ρ + ρ ln ρ をとる。

感染人口密度 I/N の時間変化と βN/γ の値の関係。

SIRモデルにおいて、全人口は感受性保持者・感染者・免疫保持者の3つへ分割され、感受性保持者Sは感受性保持者Sと感染者Iの積に比例して定率で感染者Iに移行し、感染者Iは定率で免疫保持者Rに移行する（感染期間は指数分布に従う）と仮定される。この時間発展を非線形常微分方程式で記述される連続力学系として表せば、
{\displaystyle {\begin{aligned}{\frac {dS}{dt}}(t)&=-\beta S(t)I(t)\\{\frac {dI}{dt}}(t)&=\beta S(t)I(t)-\gamma I(t)\\{\frac {dR}{dt}}(t)&=\gamma I(t)\end{aligned}}}
となる。ただし、β > 0 は感染率、γ > 0 は回復率（隔離率）を表す（逆数 1/γ は平均感染期間を表す）。これをフローチャートで
{\displaystyle \ \mathrm {S} \ }{\displaystyle {\overset {\beta I}{\longrightarrow }}}{\displaystyle \ \,\mathrm {I} \ \,}{\displaystyle {\overset {\gamma }{\longrightarrow }}}{\displaystyle \ \mathrm {R} \ }
のように表すこともある。
上記の3式の和を取れば、
{\displaystyle {\frac {d}{dt}}{\big (}S(t)+I(t)+R(t){\big )}=0}
であり、これは総人口 N(t) = S(t) + I(t) + R(t) が一定値をとる保存則（閉鎖人口の仮定）
{\displaystyle S(t)+I(t)+R(t)=\mathrm {const.} }
に対応している。この保存則により、本質的に2変数の方程式である。
簡単のため初期値を I0 = I(0) > 0, S0 = S(0) > 0 とおくと
{\displaystyle {\frac {dI}{dt}}(0)=I_{0}(\beta S_{0}-\gamma )>0}
のとき、すなわち
{\displaystyle {\mathcal {R}}_{0}=\beta S_{0}/\gamma >1}
のとき流行が発生する（閾値現象）。この無次元量 R0 は基本再生産数と呼ばれる。上のような最も単純なモデルでは {\displaystyle \textstyle \lim _{t\to \infty }I(t)=0} が成り立ち、エンデミックな定常状態や周期的な流行といった現象は説明できない。

## 派生モデル
SIRモデルにおいて、出生・死亡などによる人口変動を考慮したモデルや、マスター方程式による確率的モデルが存在する。また、免疫獲得を考慮しないSISモデルや潜伏期間を考慮したSEIRモデルなど色々な区画モデルが知られている。他にも、感染年齢を考慮した偏微分方程式によるモデル（カーマック・マッケンドリック理論）がある。